# Erik Larsen (Ruderer)
Erik Christian Larsen (* 20. Februar 1928 in Herfølge; † 10. April 1952 in Ringsted) war ein dänischer Ruderer.

## Werdegang
Erik Larsen gewann bei den Olympischen Sommerspielen 1948 in London zusammen mit Børge Raahauge Nielsen, Henry Larsen, Harry Knudsen und Steuermann Ib Olsen die Bronzemedaille im Vierer mit Steuermann. Darüber hinaus wurde er 1950 und 1951 Europameister im Einer.